# سيمون بتليورا
سيمون فاسيليوفيتش بتليورا (بالأوكرانية: Си́мон Васи́льович Петлю́ра)؛ (الروسية: Симо́н Васи́льевич Петлю́ра)يُعرف أيضًا باسم سيمون بيتلورا أو سيمون بتليورا وُلد في 9 من مايو 1879م – توفي في 25 من مايو 1925م) وهو ناشر وكاتب وصحفي وسياسي ورجل دولة وزعيم قومي أوكراني قاد النضال الأوكراني للحصول على الاستقلال بعد ثورة روسيا عام 1917م.
وقد تولى منصب رئيس أوكرانيا خلال فترة الاستقلال ما بين عامي 1918م و1920م.
وفي 25 من مايو لعام 1926م قُتل بيتلويرا بخمس طلقات من سلاح ناري غدرًا من مروج الفوضى الروسي شولوم شفارتزبارد (Sholom Schwartzbard) ذي الأصول اليهودية في وسط باريس. وطبقًا لما تعتقده أحزاب سياسية عديدة في أوكرانيا مثل الحزب الشعبي الأوكراني، فإن شفارتزبارد يعتبر جاسوسًا سوفيتيًا (NKVD). وبخصوص كون اغتيال بيتليورا عملية خاصة لإدارة الدولة السياسية المشتركة GPU فقد اعترف بذلك عميل الاستخبارات السوفيتية KGB المنشق وأحد المحاربين القدامى بالحرب العالمية الثانية بيتر ديرابين (Peter Deriabin) خلال خطابه أمام الكونغرس الأمريكي.

## وصلات خارجية
- سيمون بتليورا على موقع الموسوعة البريطانية (الإنجليزية)

### باللغة الإنجليزية
- (بالإنجليزية) Audiobook سيمون بتليورا, Yevhen Konovalets، ستيبان بانديرا - Three Leaders of Ukrainian Liberation Movement murdered by the Order of Moscow
- Biography of Petliura on website of the Ukrainian government
- Petliura site in Poltava (Documents, articles and photographs)
- "Petlura Trial". Time Magazine. 7 نوفمبر 1927. مؤرشف من الأصل في 2005-09-09. اطلع عليه بتاريخ 2008-08-09. (Time Magazine on the Petlura trial)
- Turning the pages back...May 25, 1926[وصلة مكسورة] (Ukrainian Weekly account of shooting of Petliura)
- Review of books on Petliura[وصلة مكسورة]
- Review of Henry Abramson's A Prayer for the Government: Ukrainians and Jews in Revolutionary Times
- The Odyssey of the Petliura Library and the Records of the Ukrainian National Republic during World War II

### بلغة غير الإنجليزية
- "Unknown Symon Petliura: history of an interview," Zerkalo Nedeli (Mirror Weekly), July 7–13, 2001. Available online in Russian and in Ukrainian.
- "A Belated Idealist," Zerkalo Nedeli (Mirror Weekly), May 22–28, 2004. Available online in Russian and in Ukrainian.
- "Symon Petliura as opponent of Jewish pogroms," Zerkalo Nedeli (Mirror Weekly), July 25–31, 1996. Available online in Russian.
- Article published in the "Archives of the Ukrainian Security Service" on Petlura and the GPU re his assassination based on recently discovered materials from the vaults of the Ukrainian Security Service in Ukrainian.
- Symon Petliura in opposition to Jewish Pogroms (in Russian)
- Petliura web site in Poltava Web site of documents pertaining to Symon Petliura in Ukrainian, Russian and English.